# Wolfgang Gießler
Wolfgang Gießler (* 29. Mai 1945 in Wolta, heute ein Ortsteil von Trutnov in Tschechien; † 7. Juli 2021 in Karlsruhe) war ein deutscher Bildender Künstler und Fotograf.

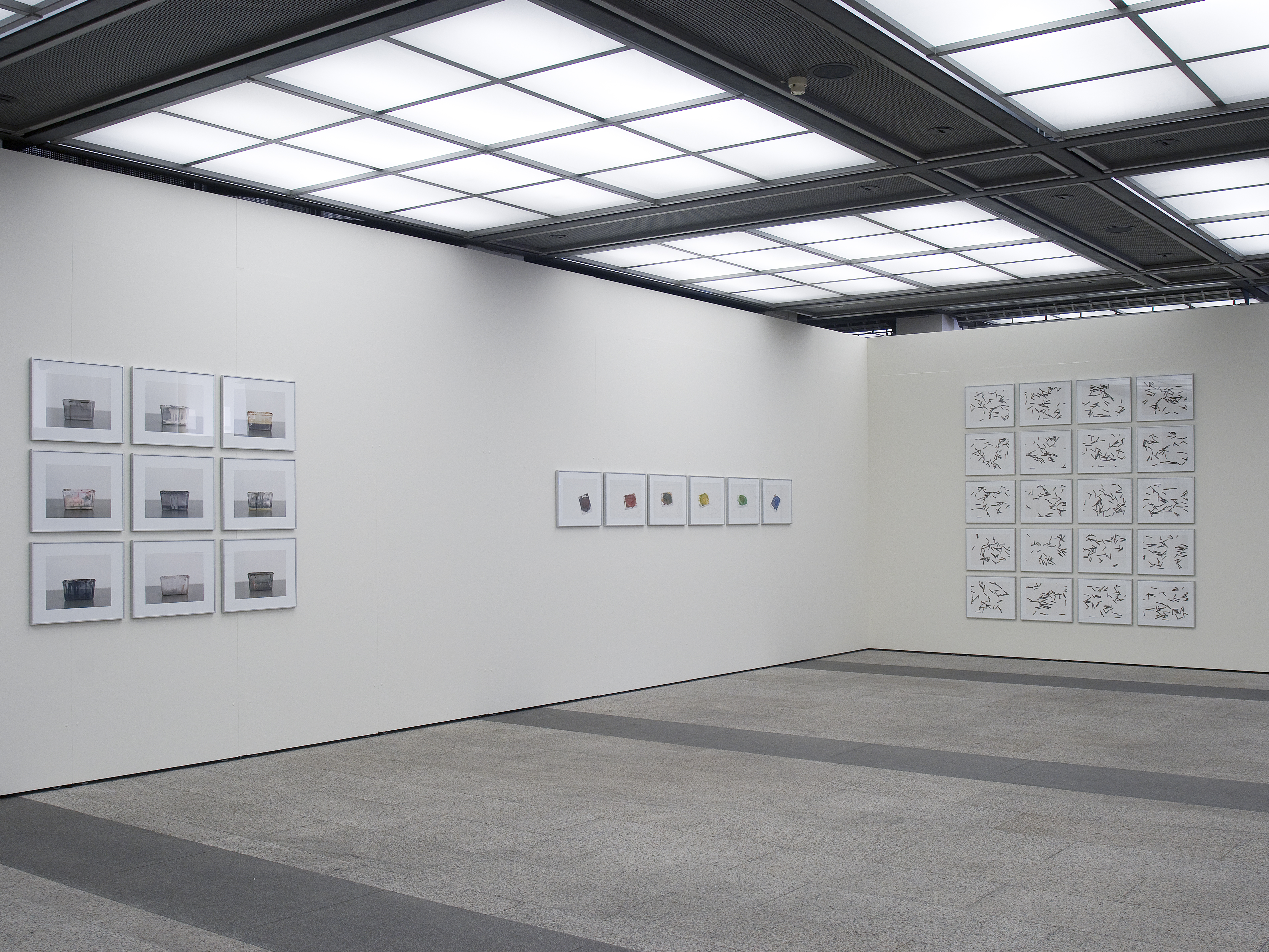
Ausstellungsansicht, Wolfgang Gießler in der Fruchthalle Rastatt, 2009

## Leben
Gießler studierte von 1967 bis 1972 an der Staatlichen Akademie der Bildenden Künste Karlsruhe. Seit 1977 war er an zahlreichen Ausstellungen in Kunstvereinen und Galerien beteiligt. Er unterrichtete Bildende Kunst als Lehrer u. a. am Gymnasium in Hemsbach. 1983 bekam er das Märkische Stipendium für Bildende Kunst (Malerei). 1995 erhielt er den Weldebräu Kunstförderpreis. Die retrospektiv angelegte Ausstellung „Tuschearbeiten, Kleine Objekte, Fotografien.“ im Jahr 2009 in der Städtischen Galerie Fruchthalle Rastatt war seine letzte Einzelausstellung.
In seiner letzten Schaffensphase lebte Wolfgang Gießler krankheitsbedingt zurückgezogen. Er starb am 7. Juli 2021 in Karlsruhe.

## Werk
Nach großformatigen malerischen Arbeiten, kleinen Objekten und raumbezogenen Installationen wendet sich Gießler seit 2006 vorwiegend der Fotografie zu. Es entstehen Serien von unscheinbaren Dingen und Gebrauchsgegenständen. Sie entfalten in der seriellen Zusammenschau einen hohen ästhetischen Reiz. Mit sicherem Blick für Komposition wird Gießler im Bereich unscheinbarer Alltagswirklichkeit fündig.

## Kataloge (Auswahl)
- 1979: Zyklus Zeichnungen, eine Ausstellungsreihe im DAI (Amerikahaus), Heidelberger Kunstverein
- 1983: Westdeutscher Künstlerbund, Hagen
- 1983: Wolfgang Gießler. Neue Arbeiten. Katalog zur Ausstellung in der Städtischen Galerie Lüdenscheid
- 1987: Materialisation, Mannheimer Kunstverein
- 1988: Standort Lüdenscheid. 10 Jahre Märkisches Stipendium für Bildende Kunst, Städtische Galerie Lüdenscheid
- 1990: schwarz konkret, Städtische Galerie Lüdenscheid
- 1993: Wolfgang Gießler. Katalog zur Ausstellung im Kunstraum G7, Mannheim
- 1995: DIN A 4. Kutscherhaus Recklinghausen, ISBN 3-929040-18-2
- 1998: Schauplätze. Westdeutscher Künstlerbund, ISBN 3-925608-52-4
- 2000: Von Haus zu Haus, Westdeutscher Künstlerbund, Lüdenscheid, ISBN 3-935019-03-3
- 1997–2005 (außer 2004): Große Kunstausstellung NRW, Düsseldorf, ISSN 0931-0908
- 2002: Kein Strich zuviel, Städtische Galerie Lüdenscheid, ISBN 3-929614-47-2
- 2002: Grenzgänge. 25 Jahre Stipendien der Märkischen Kulturkonferenz, ISBN 3-926890-25-8
- 2007: KUNSTBEWEGT. Künstlerbund Baden-Württemberg, Neckarsulm, Modo-Verlag, ISBN 3-937014-74-8
- 2009: Wolfgang Gießler, Tuschearbeiten, Kleine Objekte, Fotografien. Katalog zur Ausstellung in der Städtischen Galerie Fruchthalle Rastatt, Verlag für moderne Kunst Nürnberg, ISBN 978-3-941185-33-3

## Auszeichnungen
- 1983: Märkisches Stipendium für Bildende Kunst